# Malassezia
Malassezia és un gènere de fongs basisiomicots de la família de les malasseziàcies (Malasseziaceae). Es troba normalment a la pell dels animals inclosos els humans i és la causa de la caspa i d'una malaltia infecciosa de la pell anomenada pitiriasis versicolor.

## Nomenclatura
Hi ha hagut diversos canvis en la nomenclatura de les espècies de Malassezia.
Robin, el 1853, va donar nom Microsporon furfur al fong de la pitiriasis versicolor. Malassezia va ser originalment identificada per Louis-Charles Malassez el 1874. Baillon l'any 1889, creà el gènere Malassezia en honor a Malassez, amb Malassezia furfur com la seva espècie tipus.
El 1904 Sabouraud identificà dues morfologies en preparats de Malasezia, una amb forma de llevat, una altra amb forma de miceli, i creà el gènere Pityrosporum per a lprimer i va mantenir el nom de Malassezia furfur per al segon.
Castellani i Chalmers en 1913, van definir com Pityrosporum ovale a la forma oval i el 1951 Gordon denominà Pityrosporum orbiculare als llevats esfèrics presents a la pell amb lesions i sense.
Tanmateix, estudis posteriors van demostrar que la forma del fong és inestable i que pot canviar de la forma oval a l'arrodonida i viceversa segons les condicions del cultiu. També es va demostrar que el fong podia assumir formes de llevat i micelials.
El 1986, estudis micològics, immunològics i anàlisis genètiques van confirmar la inestabilitat morfològica d'aquest fong i que el llevat (oval o arrodonit) i el miceli eren només estadis simples del complex cicle vital d'un mateix fong. Es va deixar sense efecte la denominació Pityrosporum, adoptant la de Malassezia per a qualsevol de les formes d'aquest fong.

## Taxonomia
Malassezia actualment està format per 11 espècies:
- Malassezia furfur

- Malassezia sympodialis[4]

- Malassezia globosa[5]

- Malassezia restricta[6]

- Malassezia obtusa

- Malassezia slooffiae[7]

- Malassezia dermitis[8]

- Malassezia yamatoensis[9]

- Malassezia japonica[10]

- Malassezia pachydermatis[11]

- Malassezia nana[12]